# Bosquentin
Bosquentin ist eine französische Gemeinde mit 128 Einwohnern (Stand: 1. Januar 2022) im Département Eure in der Region Normandie (vor 2016 Haute-Normandie). Sie gehört zum Arrondissement Les Andelys und zum Kanton Romilly-sur-Andelle. Die Einwohner werden Bosquetinois genannt.

## Geographie
Bosquentin liegt etwa 45 Kilometer ostsüdöstlich von Rouen. Umgeben wird Bosquentin von den Nachbargemeinden Fleury-la-Forêt im Westen und Norden, Bézancourt im Nordosten und Osten, Bézu-la-Forêt im Osten und Südosten, Morgny im Süden sowie Lilly im Westen.

## Bevölkerungsentwicklung
| Jahr                       | 1962 | 1968 | 1975 | 1982 | 1990 | 1999 | 2006 | 2019 |
| Einwohner                  | 118  | 115  | 89   | 77   | 72   | 67   | 85   | 125  |
| Quellen: Cassini und INSEE |      |      |      |      |      |      |      |      |

## Sehenswürdigkeiten

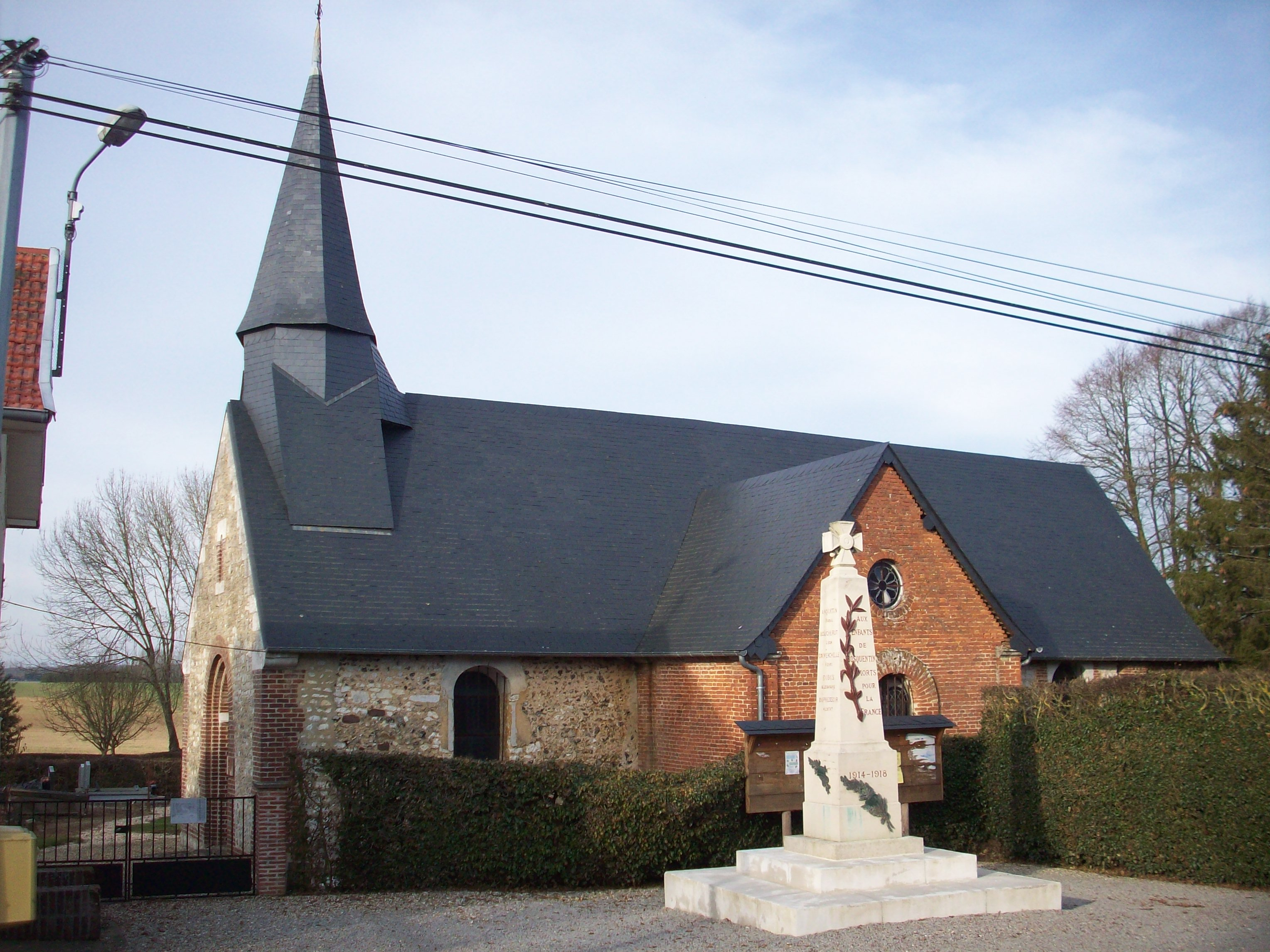
Kirche Sainte-Anne

- Kirche Sainte-Anne